# 尼基航空
尼基航空（NIKI Luftfahrt GmbH）是奥地利廉價航空公司，由柏林航空全資控股。總部位於施韋夏特，主要樞紐機場為維也納國際機場。

## 航線
尼基航空包含定期和包機服務，以歐洲幾個國家，特別是希臘，土耳其，埃及和摩洛哥為主。尼基航空以維也納，薩爾茨堡，格拉茨，林茨和因斯布魯克為出發地。

## 結業前機隊
截至2017年12月，尼基航空的機隊如下：